# Gare de Magra
La gare de Magra est une gare ferroviaire algérienne située sur le territoire de la commune de Magra, dans la wilaya de M'Sila.

## Situation ferroviaire
Établie à une altitude de 495 m, la gare est située au point kilométrique (PK) 88,5 de la  ligne de Aïn Touta à M'Sila où elle est précédée de la gare de Ouled Ammar et suivie de celle de Berhoum.
| \| M'Sila Medjez Aïn El Hadjel Magra Berhoum \| Localisation de la gare de Magra dans la wilaya de M'Sila. |
| M'Sila Medjez Aïn El Hadjel Magra Berhoum                                                                  |

## Service des voyageurs

### Desserte
En 2023, la gare n'est pas desservie par les trains de la Société nationale des transports ferroviaires.